# Therese Blaschke
Therese Blaschke (* 16. März 1858 in Bernstein, Ungarn; † nach 1929) war eine österreichische Bürgerschullehrerin in Wien und Mitarbeiterin verschiedener Frauenzeitungen und pädagogischer Publikationen.

## Leben
Therese Blaschke widmete sich der Förderung einer höheren Mädchenbildung durch den Staat und veröffentlichte Aufsätze über Schulangelegenheiten in verschiedenen in Klagenfurt, Wien und Bonn verlegten Zeitschriften.

## Veröffentlichungen
- Mehrere Beiträge in
  - Der Lehrerinnen-Wart
  - Die Mädchenschule
  - Allgemeine Zeitschrift für Lehrerinnen